# Dicranomyia gloriosa
Dicranomyia gloriosa är en tvåvingeart som först beskrevs av Alexander 1912.  Dicranomyia gloriosa ingår i släktet Dicranomyia och familjen småharkrankar.
Artens utbredningsområde är Guatemala. Inga underarter finns listade i Catalogue of Life.